# Programa Cal·lícrates
El programa Cal·lícrates (en grec: Πρόγραμμα Καλλικράτης, AFI [ˈproɣrama kaliˈkratis]), amb el nom complet de Nova arquitectura de les autonomies i de l'administració descentralitzada - Programa Cal·lícrates és una llei grega que reformà la divisió administrativa de Grècia el 2010. A més a més, va concretar els límits de les unitats autònomes, el procediment electiu dels diferents òrgans i les seves competències.
El programa va ser votat al Parlament Grec el maig de 2010 i gran part del programa es publicà al Butlletí de l'Estat el 7 de juny de 2010 perquè s'apliqués a les eleccions autonòmiques gregues de 2010. Va entrar en vigor completament l'1 de gener de 2011. Tant al llarg del seu desenvolupament com en entrar en vigor, va provocar tot de reaccions violentes i manifestacions per tot Grècia, i fins i tot una vaga de fam. Entre els principals motius d'aquestes reaccions es troben les fusions i cancel·lacions de certs serveis socials, com els educatius i els sanitaris.

## Disposicions principals
El programa Cal·lícrates és la continuació del Capodístries (llei 2539/97), en el sentit que foren presentats pel mateix partit (MSP) i es regeixen pel mateix principi de fusió obligatòria dels petits municipis en d'altres de més grans.
Els aspectes claus del programa són:
- Reduir el nombre de municipis i, per tant, dels seus representants, a 2/3.
- Substituir les 57 prefectures per les 13 perifèries com a divisió administrativa de segon ordre.
- Establir administracions descentralitzades.
- Canviar les formes de finançament local i reassignar les responsabilitats de cada grau administratiu.

D'acord amb Giannis Ranguskis, ministre d'Interior de Grècia en el moment d'aprovar-se el programa, el criteri fou que no existís cap municipi amb menys de 25.000 habitants a la zona metropolitana d'Atenes, ni de 10.000 a la resta del país. Van fer-se les excepcions de les zones de muntanya, en què el límit es va establir en 2.000 habitants, i les illes, en què s'ha fet servir una lògica d'«una ciutat per illa», tret de Creta i Eubea.
|                                   | Situació prèvia | Programa Cal·lícrates |
| --------------------------------- | --- | --- |
| Municipis                         | Divisió administrativa bàsica. En total 940 municipis i 124 comunitats. La majoria provenien de fusions realitzades el 1997 a partir del programa Capodístries. Es subdividien en divisions municipals, corresponents amb aquests antics municipis. | Divisió administrativa bàsica. S'han reduït a 325 municipis mitjançant fusions voluntàries o forçades. Es divideixen en unitats municipals, que es corresponen bàsicament amb els antics municipis i en comunitats, que es corresponen amb les antigues divisions municipals. |
| Prefectures                       | Divisions administratives de segon ordre. En total hi havia 57 prefectures, quatre com a subdivisió de l'anterior perifèria d'Àtica. | Ara anomenades unitats perifèriques. N'hi ha 74 en total i provenen de la divisió d'algunes de les prefectures mentre que d'altres han romàs idèntiques. |
| Perifèries                        | 13 en total. Responsables de la coordinació de les autoritats locals, la legalitat de les seves accions i la implementació de les polítiques governamentals en el terreny regional.                                                                 | Han mantingut els seus límits geogràfics, però constitueixen ara la divisió administrativa de segon ordre. Es formen a partir d'un grup d'unitats perifèriques. |
| Administracions descentralitzades | No n'hi havia. | 7 en total. Llur president (secretari general) és escollit pel govern. Prenen en gran manera les antigues funcions de les perifèries. |

## Divisions

### Administracions descentralitzades
El programa Cal·lícrates introdueix les administracions descentralitzades que substitueixen les 13 perifèries del programa Capodístries. Hi passen les competències de les perifèries que segons la Constitució Grega han de romandre sota control de l'estat central. El cap de l'administració tindrà el títol de secretari general i serà escollit pel govern central.
S'han creat 7 administracions descentralitzades:
| Administracions. | - Administració d'Àtica, amb seu a Atenes. - Administració de Macedònia -Tràcia, amb seu a Tessalònica. - Administració de l'Epir-Macedònia Occidental, amb seu a Ioànnina. - Administració de Tessàlia-Grècia Central, amb seu a Làrissa. - Administració del Peloponès-Grècia Occidental-Illes Jòniques, amb seu a Patres. - Administració de l'Egeu, amb seu a El Pireu. - Administració de Creta, amb seu a Càndia. |

### Perifèries
El programa Cal·lícrates manté les mateixes 13 perifèries que el programa anterior, que són:
| Perifèries, unitats perifèriques i municipis. | - 1. Macedònia Oriental i Tràcia - 2. Macedònia Central - 3. Macedònia Occidental - 4. Tessàlia - 5. Epir - 6. Illes Jòniques - 7. Grècia Occidental - 8. Grècia Central - 9. Peloponès - 10. Àtica - 11. Creta - 12. Egeu Meridional - 13. Egeu Septentrional |

L'elecció del president de la perifèria es realitza de mode directe a través de les eleccions municipals i perifèriques i les perifèries passen a tenir les mateixes competències que les antigues prefectures.

### Unitats perifèriques

Unitats perifèriques de Grècia. Els colors indiquen les perifèries, les tonalitats les unitats perifèriques i les línies els municipis.

Les 74 unitats perifèriques substitueixen les antigues prefectures. Algunes corresponen exactament a les anteriors, mentre que d'altres s'han format a partir de la divisió d'una antiga prefectura.
| Perifèria                   | Unitat perifèrica    | Prefectura amb què es correspon |
| --------------------------- | -------------------- | ------------------------------- |
| Àtica                       | Atenes Septentrional | Atenes (part)                   |
| Àtica                       | Atenes Occidental    | Atenes (part)                   |
| Àtica                       | Atenes Central       | Atenes (part)                   |
| Àtica                       | Atenes Meridional    | Atenes (part)                   |
| Àtica                       | Àtica Oriental       | Àtica Oriental                  |
| Àtica                       | El Pireu             | El Pireu (part)                 |
| Àtica                       | Illes                | El Pireu (part)                 |
| Àtica                       | Àtica Occidental     | Àtica Occidental                |
| Grècia Central              | Beòcia               | Beòcia                          |
| Grècia Central              | Eubea                | Eubea                           |
| Grècia Central              | Evritania            | Evritania                       |
| Grècia Central              | Fòcida               | Fòcida                          |
| Grècia Central              | Ftiòtida             | Ftiòtida                        |
| Macedònia Central           | Imathia              | Imathia                         |
| Macedònia Central           | Tessalònica          | Tessalònica                     |
| Macedònia Central           | Kilkis               | Kilkis                          |
| Macedònia Central           | Pel·la               | Pel·la                          |
| Macedònia Central           | Pieria               | Pieria                          |
| Macedònia Central           | Serres               | Serres                          |
| Macedònia Central           | Calcídica            | Calcídica                       |
| Creta                       | Khanià               | Khanià                          |
| Creta                       | Iràklio              | Iràklio                         |
| Creta                       | Lassithi             | Lassithi                        |
| Creta                       | Réthimno             | Réthimno                        |
| Macedònia Oriental i Tràcia | Drama                | Drama                           |
| Macedònia Oriental i Tràcia | Hebros               | Hebros                          |
| Macedònia Oriental i Tràcia | Tassos               | Kavala (part)                   |
| Macedònia Oriental i Tràcia | Kavala               | Kavala (part)                   |
| Macedònia Oriental i Tràcia | Xanthi               | Xanthi                          |
| Macedònia Oriental i Tràcia | Ròdope               | Ròdope                          |
| Epir                        | Arta                 | Arta                            |
| Epir                        | Ioànnina             | Ioànnina                        |
| Epir                        | Préveza              | Préveza                         |
| Epir                        | Thespròtia           | Thespròtia                      |
| Illes Jòniques              | Corfú                | Corfú                           |
| Illes Jòniques              | Ítaca                | Cefalònia (part)                |
| Illes Jòniques              | Cefalònia            | Cefalònia (part)                |
| Illes Jòniques              | Lèucada              | Lèucada                         |
| Illes Jòniques              | Zacint               | Zacint                          |
| Egeu Septentrional          | Quios                | Quios                           |
| Egeu Septentrional          | Icària               | Samos (part)                    |
| Egeu Septentrional          | Lemnos               | Lesbos (part)                   |
| Egeu Septentrional          | Lesbos               | Lesbos (part)                   |
| Egeu Septentrional          | Samos                | Samos (part)                    |
| Peloponès                   | Arcàdia              | Arcàdia                         |
| Peloponès                   | Argòlida             | Argòlida                        |
| Peloponès                   | Coríntia             | Coríntia                        |
| Peloponès                   | Lacònia              | Lacònia                         |
| Peloponès                   | Messènia             | Messènia                        |
| Egeu Meridional             | Andros               | Cíclades (part)                 |
| Egeu Meridional             | Kàlimnos             | Dodecanès (part)                |
| Egeu Meridional             | Kàrpathos            | Dodecanès (part)                |
| Egeu Meridional             | Kithnos              | Cíclades (part)                 |
| Egeu Meridional             | Cos                  | Dodecanès (part)                |
| Egeu Meridional             | Melos                | Cíclades (part)                 |
| Egeu Meridional             | Míkonos              | Cíclades (part)                 |
| Egeu Meridional             | Naxos                | Cíclades (part)                 |
| Egeu Meridional             | Paros                | Cíclades (part)                 |
| Egeu Meridional             | Rodes                | Dodecanès (part)                |
| Egeu Meridional             | Siros                | Cíclades (part)                 |
| Egeu Meridional             | Santorí              | Cíclades (part)                 |
| Egeu Meridional             | Tinos                | Cíclades (part)                 |
| Tessàlia                    | Karditsa             | Karditsa                        |
| Tessàlia                    | Làrissa              | Làrissa                         |
| Tessàlia                    | Magnèsia             | Magnèsia (part)                 |
| Tessàlia                    | Espòrades            | Magnèsia (part)                 |
| Tessàlia                    | Trícala              | Trícala                         |
| Grècia Occidental           | Acaia                | Acaia                           |
| Grècia Occidental           | Etòlia-Acarnània     | Etòlia-Acarnània                |
| Grècia Occidental           | Èlide                | Èlide                           |
| Macedònia Occidental        | Flórina              | Flórina                         |
| Macedònia Occidental        | Grevenà              | Grevenà                         |
| Macedònia Occidental        | Kastorià             | Kastorià                        |
| Macedònia Occidental        | Kozani               | Kozani                          |

### Municipis
Els 910 municipis i 124 comunitats del programa Capodístries s'han simplificat en 325 municipis, tot fusionant els més petits amb els més grans. Els municipis es divideixen en «unitats municipals», que es corresponen als antics municipis, i les antigues «divisions municipals» esdevenen «comunitats».